# 玛迪·欣奇
玛迪·欣奇，OBE（英語：Maddie Hinch，1988年10月8日—），英国女子曲棍球运动员。她曾代表英国国家队参加2016年和2020年夏季奥林匹克运动会曲棍球比赛，获得一枚金牌和一枚铜牌。